# Джорджо Баста
Джорджо Баста (на италиански: Giorgio Basta; 30 януари 1550 – 20 ноември 1607) е италиански генерал, граф, участник във военните и политически събития в Трансилвания в края на XVI – началото на XVII век.
Според някои сведения през годините 1589 – 1590 се бие под командването на Алесандро Фарнезе. Един от най-активните пълководци по време на дългата война (1591 – 1606). От 1601 г. до 1604 г. Джорджо Баста е викарий на Княжество Трансилвания, която управлявал с невероятна жестокост. Пословичната му жестокост предизвиква въстание през 1603 г., което е смазано година по-късно с невероятно кръвопролитие. След това, като командир на императорската армия, Баста воюва срещу османците. Пенсионира се през 1606 г.
Автор е на две есета по военни теми: „Il maestro di campo generale“ (Венеция; 1606) и „Governo della cavalliera leggiera“ (Венеция; 1612).